# Elizabeth Glendower Evans

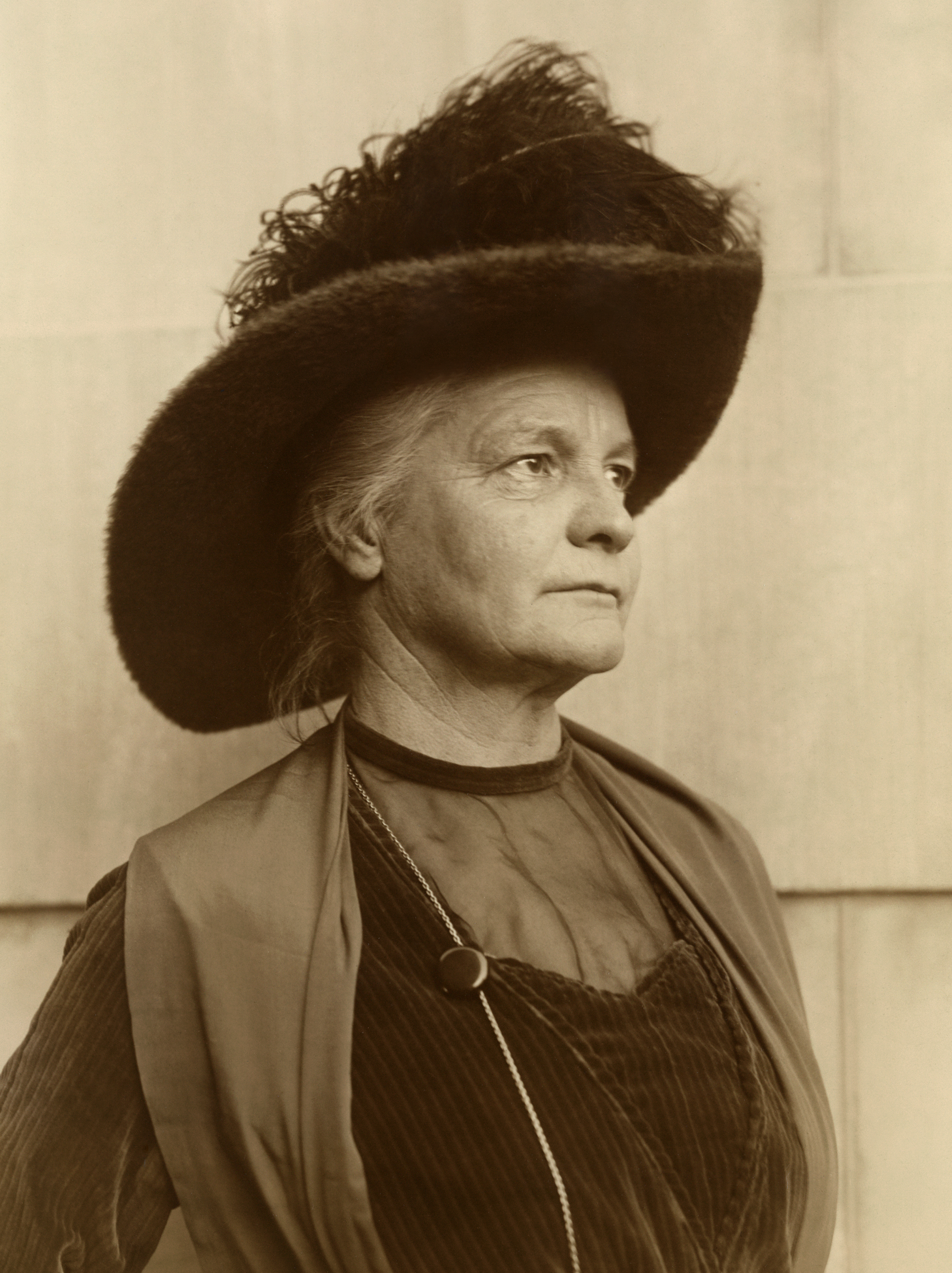
Elizabeth Glendower Evans (1914)

Elizabeth Glendower Evans (* 28. Februar 1856 in New Rochelle, New York als Elizabeth Gardiner; † 12. Dezember 1937 in Brookline, Massachusetts) war eine US-amerikanische sozialistische Gesellschaftsreformerin der Progressive Era.

## Leben
Elizabeth Gardiner wurde 1856 in New Rochelle als Tochter eines Architekten geboren, der drei Jahre später starb. Beide ihrer Eltern stammten aus der Oberschicht Neuenglands; ihr Urgroßvater väterlicherseits war der Bostoner Kaufmann Thomas Handasyd Perkins. Nach dem Tod ihres Vaters holte ihr Großvater die Familie nach Boston, wo sie Privatschulen besuchte und in den Kreisen der Oberschicht wandelte, ohne aber als ihresgleichen betrachtet zu werden. Ferner gehörte sie der Gemeinde von Phillips Brooks’ Trinity Church an. 1882 heiratete sie den jungen Anwalt Glendower Evans, einem Absolventen der Harvard Law School, der 1886 plötzlich verstarb. Sie heiratete danach nie wieder, blieb kinderlos und nahm seinen Vornamen in ihren Namen auf – Elizabeth Glendower Evans. Unterstützung erhielt sie in dieser Zeit besonders durch den engen Freund ihres Vaters, Louis Brandeis, und dessen Familie.
Nach dem Tod ihres Ehemannes rückte Evans auch vom Christentum ab, immer mehr favorisierte sie die transzendentalen Lehren des Ralph Waldo Emerson. Die Frage nach der Existenz Gottes und seinem eventuellen Einfluss auf das Schicksal des Menschen begleitete sie ihr Leben lang und brachte sie dazu, in den 1890ern Unterricht bei dem Philosophen Josiah Royce am Radcliffe College zu nehmen. Gleichzeitig begann Evans, sich immer mehr für progressive Gesellschaftsreformen hin zu einer gerechteren Gesellschaft einzusetzen. Ihren Schwerpunkt legte sie zunächst auf das Thema Gefängnisreform; anstatt pauschal strenger Disziplinarstrafen argumentierte sie, dass jungen Kriminellen besser individuell geholfen werden müsse, um sie wieder in die Gesellschaft einzugliedern. Sie suchte dabei aktiv Unterstützung in den progressiven Kreisen Bostons und erreichte, dass Massachusetts einige progressive Gefängnisreformen einleitete. Mit ihrem Engagement inspirierte sie zudem spätere Aktivistinnen wie Jessie Donaldson Hodder oder Miriam Van Waters.
Ab etwa Mitte der 1890er engagierte sich Evans auch für bessere Arbeitsbedingungen in Industrieberufen, unter anderem bei der Women’s Educational and Industrial Union und der Women’s Trade Union League. Nach einer Reise nach England 1908/1909 wurde sie bekennende Sozialistin und unterstützte fortan diverse Gewerkschaften und Streiks, sowohl finanziell als auch aktiv als Streikende. 1911/1912 leitete sie in Massachusetts auf Bitte von Florence Kelley und der National Consumers’ League die regionale Kampagne für die Einführung des Mindestlohns, die als erste ihrer Art Erfolg hatte. Nach dem Ersten Weltkrieg engagierte sie sich in der American Civil Liberties Union für die Einhaltung von Bürgerrechten auch gegenüber der politisch Linken und begleitete die Prozesse gegen die Anarchisten Sacco und Vanzetti, für deren Unschuld sie in einer öffentlichen Kampagne warb. Ihr gelang es, die Unterstützung der progressiven, intellektuellen Ostküstenelite für die beiden Anarchisten zu gewinnen. 1920 unterstützte sie den Präsidentschaftswahlkampf des Sozialisten Eugene V. Debs.
Daneben unterstützte Evans von 1913 bis 1935 finanziell das linke Politikmagazin The Progressive, für das sie auch Artikel verfasste. Gleichfalls engagierte sie sich in der Suffragettenbewegung, für die sie unter anderem zweimal im Weißen Haus bei Präsident Woodrow Wilson vorstellig wurde. 1915 nahm sie als Delegierte am Internationalen Frauenfriedenskongress in Den Haag teil. 1928 veröffentlichte der Schriftsteller Upton Sinclair seinen Roman Boston über den Fall Sacco und Vanzetti; die Hauptfigur des Romans ist an Evans angelehnt. Zu diesem Zeitpunkt hatte sich Evans bereits weitgehend zurückgezogen und trat nur noch selten öffentlich in Erscheinung. 1933 verliehen ihr die Direktoren des Ford Hall Forums eine Goldmedaille für ihre Verdienste im Kampf um das „menschliche Wohlergehen“, die ihr der Gouverneur von Massachusetts Joseph B. Ely überreichte. Sie starb vier Jahre später im Alter von 81 Jahren in Brookline, Massachusetts, an einer Bronchopneumonie. Auf ihren Wunsch hin wurde ihre Asche auf dem Grab ihres Ehemannes verstreut.